# Vireo nelsoni
El vireo enano (Vireo nelsoni) es una especie de ave paseriforme de la familia Vireonidae perteneciente al numeroso género Vireo. Es endémico de México. 

## Distribución y hábitat
Se distribuye por el suroeste de México desde el este de Jalisco, noreste de Colima y sur de Guanajuato hacia el sur en las tierras altas de Guerrero, Puebla y Oaxaca.
Su hábitat preferencial son los matorrales secos y matorrales de altitud tropicales y subtropicales.